# مارانو دی ناپولی
شهر  مارانو دی ناپولی (به ایتالیایی: Marano di Napoli) با جمعیت ۵۸٬۹۵۸ نفر  در ناحیه کامپانیا در کشور ایتالیا واقع شده‌است.